# Поляков, Алексей Николаевич
Алексе́й Никола́евич Поляко́в (род. 28 февраля 1974, Шебекино, Белгородская область) — российский и узбекистанский футболист, вратарь, тренер вратарей. Выступал за сборную Узбекистана.

## Карьера
Начинал карьеру в белгородском «Салюте», выступавшем во втором дивизионе. В 1995 году перешёл в московский «Локомотив», следующие три сезона провёл в дубле клуба, где был основным голкипером, в основном же составе в те годы так и не вышел на поле. Сезон 1998 года провёл в аренде в качестве основного вратаря «Нефтехимика», бывшего одним из аутсайдеров Первого дивизиона. Затем вернулся в «Локомотив», где вновь играл за дубль, в 1999 году один раз вышел на поле за основной состав клуба, получил серебряную медаль того сезона.

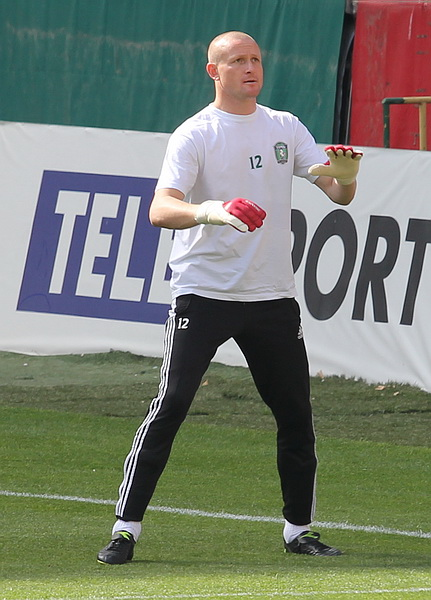
Поляков в составе «Томи»

В 2001 году перешёл в самарские «Крылья Советов», в первом сезоне в основном сидел на скамейке, затем стал основным вратарём и внёс существенный вклад в успешное выступление команды в чемпионате России 2004 года, когда самарцы завоевали бронзовые медали чемпионата страны, что является их лучшим результатом в чемпионате; также в том сезоне команда дошла до финала Кубка России, где уступила 0:1 «Тереку». По окончании сезона не стал продлевать контракт и перешёл в московский «Локомотив». В составе «Локомотива» стал двукратным бронзовым призёром чемпионата России, обладателем Кубка и Суперкубка России и Кубка Содружества. В первом его сезоне, в 2005 году, основным вратарём был Сергей Овчинников, Полякову же довелось выйти на поле лишь один раз. На следующий год Овчинников ушёл в московское «Динамо» и основным вратарём стал Алексей, действовавший тогда уверенно и надёжно. В сезоне 2007 года опять потерял место в составе, в воротах стояли Якупович и Пелиццоли, Алексей же сыграл лишь 3 матча; по завершении этого сезона хотел покинуть команду, но не смог найти новую и был вынужден остаться. В сезоне 2008 года ни разу не вышел на поле. В конце лета 2008 года после того, как «Локомотив» пригласил к себе основного голкипера «Луча-Энергии» Марека Чеха, был отдан в аренду во владивостокский клуб; сначала сидел на скамейке, но после того, как занявший место Чеха Драган Стойкич пропустил восемь мячей в матче с «Зенитом» и потерял место в составе, Алексей стал основным вратарём, проведя оставшиеся 6 игр провального для команды сезона. В начале 2009 года подписал контракт с командой «Томь», где являлся резервным вратарём, основным был Сергей Парейко. 2 января 2010 года было сообщено, что руководство «Томи» предложило Полякову искать новый клуб, однако сезон 2010 провёл в Томске. После окончания сезона-2010 подписал контракт с клубом «Локомотив-2», где и завершил карьеру.
В Премьер-лиге провёл 103 игры, пропустил 126 мячей.

## Достижения
- Серебряный призёр чемпионата России: 1999
- Трёхкратный бронзовый призёр чемпионата России: 2004, 2005, 2006
- Обладатель Кубка России: 2006/07
- Финалист Кубка России: 2003/04
- Обладатель Суперкубка России: 2005
- Обладатель Кубка чемпионов Содружества: 2005
- Победитель 2-й зоны второй лиги первенства России: 1993

## Статистика по сезонам (годам)
| Сезон | Команда                      | Кол-во игр | Кол-во пропущенных голов |
| ----- | ---------------------------- | ---------- | ------------------------ |
| 1993  | «Салют» (Белгород)           | 19         | −?                       |
| 1994  | «Салют» (Белгород)           | 34         | −33                      |
| 1995  | «Локомотив»-д (Москва)       | 30         | −48                      |
| 1996  | «Локомотив»-д (Москва)       | 28         | −44                      |
| 1997  | «Локомотив»-д (Москва)       | 30         | −53                      |
| 1998  | «Нефтехимик» (Нижнекамск)    | 34         | −47                      |
| 1999  | «Локомотив» (Москва)         | 2          | −1                       |
| 1999  | «Локомотив»-2 (Москва)       | 22         | −25                      |
| 2000  | «Локомотив»-2 (Москва)       | 20         | −20                      |
| 2001  | «Крылья Советов» (Самара)    | 6          | −1                       |
| 2001  | «Крылья Советов»-д (Самара)* | 15         | −11                      |
| 2002  | «Крылья Советов» (Самара)    | 20         | −17                      |
| 2002  | «Крылья Советов»-д (Самара)* | 5          | −3                       |
| 2003  | «Крылья Советов» (Самара)    | 10         | −10                      |
| 2003  | «Крылья Советов»-д (Самара)* | 15         | −11                      |
| 2004  | «Крылья Советов» (Самара)    | 36         | −46                      |
| 2005  | «Локомотив» (Москва)         | 3          | −2                       |
| 2005  | «Локомотив»-д (Москва)*      | 5          | −4                       |
| 2006  | «Локомотив» (Москва)         | 28         | −36                      |
| 2007  | «Локомотив» (Москва)         | 3          | −6                       |
| 2007  | «Локомотив»-д (Москва)*      | 4          | −?                       |
| 2008  | «Луч-Энергия» (Владивосток)  | 6          | −11                      |
| 2009  | «Томь» (Томск)               | 6          | −9                       |
| 2010  | «Томь» (Томск)               | 4          | −3                       |
| 2010  | «Томь» (Томск) (мол.)**      | 2          | −2                       |
| 2011  | «Локомотив-2» (Москва)       | 26         | −27                      |
| 2012  | «Локомотив-2» (Москва)       | 4          | −6                       |

Примечания.
* В турнире дублёров.
** В молодёжном первенстве.